# 大馬卡里
50°9′3″N 23°23′47″E / 50.15083°N 23.39639°E
大馬卡里（烏克蘭語：Великі Макари），是烏克蘭的村落，位於該國西部利沃夫州，由亞沃里夫區負責管轄，始建於1592年，面積0.56平方公里，海拔高度268米，2001年該村落人口206。